# 1020-as busz

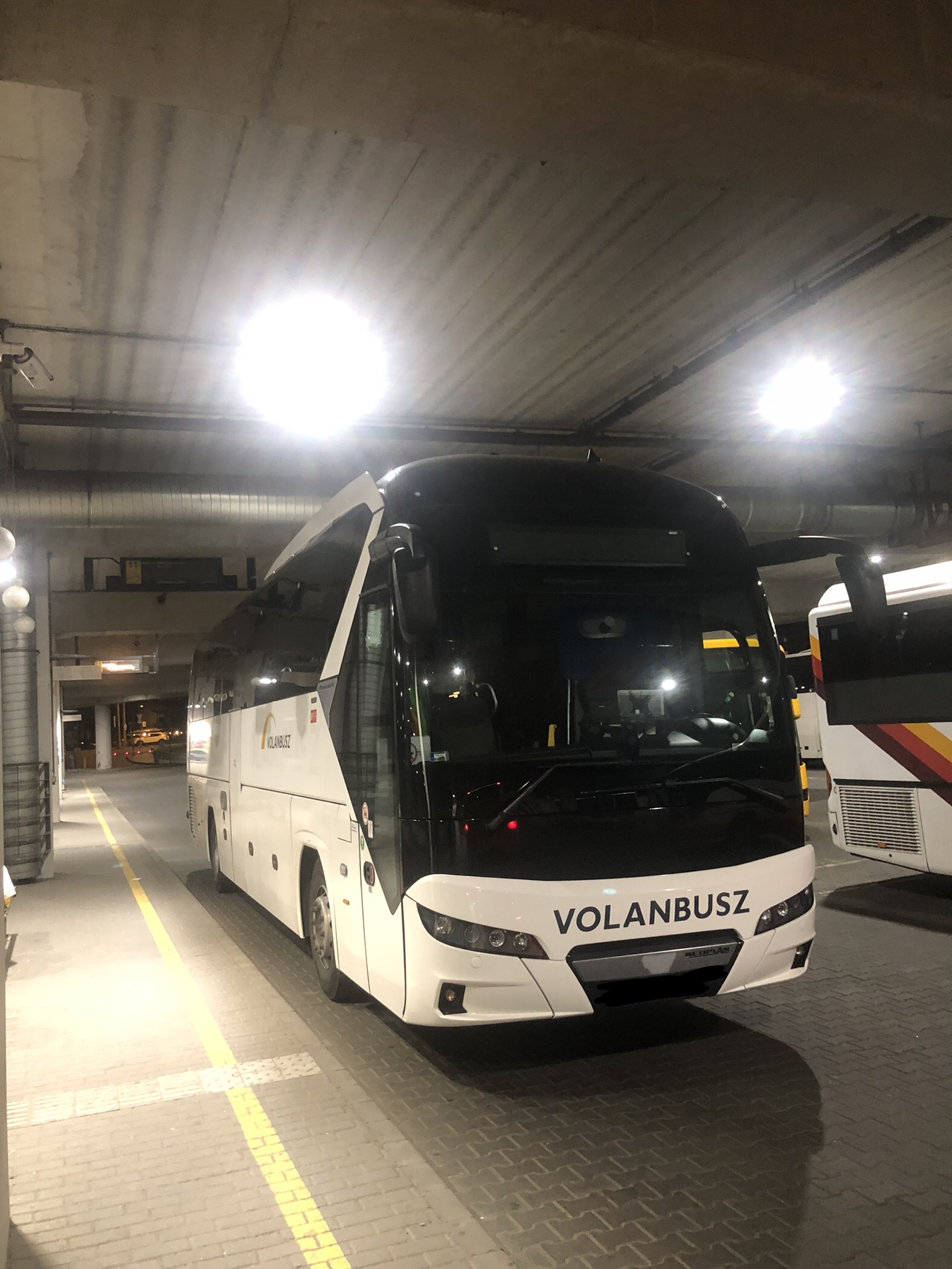
a Salgótarjába induló autóbusz

Az 1020-as jelzésű autóbusz egy országos autóbuszjárat, amely Budapestet köti össze Salgótarjánnal. Hossza 108,8 km; a menetidő 105 perc (1 óra 45 perc), illetve 95 perc (1 óra 35 perc). Az egyik legforgalmasabb országos autóbuszjárat annak köszönhetően, hogy Salgótarján és Budapest között megszűnt a közvetlen vasúti összeköttetés. Bizonyos járatokat akár 2-3 vagy 4 darab autóbuszt indítva közlekedtetnek le egyszerre. Ez főleg a tanítási időszakban, a pénteki és vasárnapi úgynevezett „iskolás járatok” esetén fordul elő.
A vonalon közlekedő autóbuszok az M3-as autópályán és a 21-es főúton haladnak. Megállnak Lőrinci, Jobbágyi, Szurdokpüspöki, Pásztó települések határában, keresztülhaladnak Mátraverebély és Bátonyterenye-Kisterenye településeken.
A vonalat a Volánbusz üzemelteti.

## Megállóhelyei
| 0   | Budapest, Stadion autóbusz-pályaudvar       | 105 | 1, 1A 73, 75, 77, 80 95, 130, 195 396, 397, 398, 399, 400, 402, 410, 412, 414, 422, 424, 430, 432, 434, 435, 436, 437, 438, 439, 440, 441, 442, 485, 486 1021, 1024, 1031, 1034, 1037, 1039, 1040, 1044, 1045, 1046, 1049, 1050, 1051, 1052, 1053, 1054, 1060, 1063, 1067, 1068, 1069, 1070, 1075, 1076, 1077, 1078                                                                  | Stadion autóbusz-pályaudvar Puskás Ferenc Stadion , Papp László Budapest Sportaréna |
| 8   | Budapest, Kacsóh Pongrác út                 | 97  | 1, 1A, 3, 69 74, 81, 82 25, 32, 225 396, 397, 398, 399, 402, 412, 414, 422, 424, 432, 434, 435, 436, 437, 438, 439, 442 1021, 1024, 1031, 1034, 1037, 1039, 1040, 1044, 1045, 1046, 1049, 1050, 1051, 1052, 1053, 1054, 1063, 1067, 1068, 1069, 1076 | Mexikói út BVSC uszoda                                                              |
| 15  | Budapest, Szerencs utca                     | 90  | 96, 225, 296, 296A 396, 397, 398, 399, 402, 412, 414, 422, 424, 432, 434, 435, 436, 437, 438, 439, 442 1021, 1024, 1031, 1034, 1037, 1039, 1040, 1044, 1045, 1046, 1049, 1051, 1052, 1053, 1054, 1063, 1067, 1068, 1069, 1076 |                                                                                     |
| 50  | Lőrinci, petőfibányai elágazás              | 55  | 1024, 1031 3628 |                                                                                     |
| 57  | Jobbágyi, galgagutai elágazás               | 48  | 1021, 1024, 1031, 1302 3061, 3062, 3261, 3262, 3263, 3464, 3266, 3607 |                                                                                     |
| 60  | Szurdokpüspöki, 21-es úti elágazás          | 45  | 1024 3061, 3062, 3261, 3262, 3263, 3266 |                                                                                     |
| 69  | Pásztó, bejárati út                         | 36  | 1031 |                                                                                     |
| 72  | Mátraszőlős, faluszéle                      | 32  | 1031 |                                                                                     |
| 76  | Sámsonházai elágazás                        | 28  | 1305 3060, 3061, 3062, 3064, 3065, 3067, 3070 |                                                                                     |
| 80  | Mátraverebély, szentkúti elágazás           | 24  | 1021, 1031, 1034, 1301, 1302, 1305 3060, 3061, 3062, 3064, 3065, 3066, 3067, 3166 |                                                                                     |
| 87  | Bátonyterenye (Kisterenye), ózdi útelágazás | 17  | 3, 3A, 3C, 11A 1021, 1301, 1302, 1305, 1347, 1349, 1351, 1354, 1384, 1447, 1448 3046, 3051, 3052, 3055, 3056, 3058, 3060, 3061, 3062, 3064, 3065, 3066, 3067, 3108, 3153, 3154, 3156, 3166 |                                                                                     |
| 89  | Bátonyterenye (Kisterenye), bányatelep      | 15  | 3, 3A, 3C 1021, 1301, 1302, 1305, 1347, 1349, 1351, 1354, 1384 3046, 3051, 3052, 3055, 3056, 3058, 3060, 3061, 3062, 3064, 3065, 3066, 3067, 3154 |                                                                                     |
| 92  | Vizslás, Újlak                              | 12  | 1021, 1302, 1305, 1347, 1351, 1354, 1384 3046, 3051, 3052, 3055, 3056, 3058, 3060, 3061, 3062, 3065, 3066, 3067 |                                                                                     |
| 97  | Salgótarján, szécsényi útelágazás           | 7   | 9, 13, 19, 63, 63S 1010, 1012, 1021, 1301, 1302, 1305, 1347, 1349, 1351, 1354, 1384 3045, 3051, 3052, 3055, 3056, 3058, 3060, 3061, 3062, 3064, 3065, 3066, 3067, 3070, 3072, 3075, 3080, 3081, 3082 | Zagyvapálfalva                                                                      |
| 98  | Salgótarján (Zagyvapálfalva), felüljáró     | 6   | 9, 13, 19, 63, 63S 1010, 1012, 1021, 1301, 1302, 1305, 1347, 1349, 1351, 1354, 1384, 1447, 1448 3045, 3051, 3052, 3055, 3056, 3058, 3060, 3061, 3062, 3064, 3065, 3066, 3067, 3070, 3072, 3075, 3080, 3081, 3082 |                                                                                     |
| 100 | Salgótarján, baglyasaljai felüljáró         | 3   | 3C, 4, 4A, 14, 46 1010, 1012, 1021, 1302, 1347, 1351, 1354, 1384 3051, 3064, 3070, 3080 |                                                                                     |
| 102 | Salgótarján, Eperjes telep                  | 2   | 3C 1021, 1351, 1384 3051, 3064, 3070, 3080 |                                                                                     |
| 105 | Salgótarján, autóbusz-állomás végállomás    | 0   | 1, 2A, 2T, 3C, 5, 6, 7, 7A, 7B, 7C, 8, 9, 11, 11A, 11B, 11Y, 13, 14, 19, 27A, 36, 46, 58, 63, 63S 1010, 1012, 1021, 1301, 1302, 1305, 1347, 1349, 1351, 1352, 1354, 1384, 1447, 1448 3015, 3022, 3024, 3030, 3034, 3044, 3045, 3051, 3052, 3055, 3056, 3058, 3060, 3061, 3062, 3064, 3065, 3066, 3067, 3070, 3072, 3075, 3080, 3081, 3082, 3084, 3090, 3092, 3093, 3094 személyvonat | Salgótarján megállóhely                                                             |

## Járatok
A 12, 44, 66 és 88 számú járatok Salgótarján és Budapest között nem állnak meg, csak a Budapest belterületén lévő megállókban.

## Lásd még
- Jobbágyi autóbusz-baleset